# Tione di Trento
Tione di Trento (Tiòn in dialetto trentino, Tió in dialetto locale) è un comune italiano di 3 675 abitanti della provincia autonoma di Trento, ed è il centro più importante delle valli Giudicarie.

## Storia
La denominazione del comune fino al 1928 era Tione. La circoscrizione territoriale ha subito le seguenti modifiche: nel 1928 aggregazione di territori dei soppressi comuni di Bolbeno, Saone e Zuclo. Nel 1952 distacco di territori per la ricostituzione dei comuni di Bolbeno (334 residenti nel 1951) e Zuclo (435 residenti nello stesso anno).
Vi si trovano molti uffici provinciali e regionali tra i più importanti il catasto e il tavolare oltre che gli uffici della Comunità delle Giudicarie (ex comprensorio C8) del Trentino.
A Tione di Trento c'è anche l'ospedale ed altri uffici della azienda sanitaria locale.
Fu una delle "Sette Pievi delle Giudicarie" che nel Medioevo godevano di una certa qual autonomia amministrativa sotto il dominio del Principe Vescovo di Trento e che sopravvissero anche durante il periodo asburgico per cessare poi ogni funzione sotto il Regno d'Italia dal 1918.
Il paese fu quasi completamente distrutto da un grandissimo incendio scoppiato il 21 agosto 1895, che perdurò per oltre una settimana.

### Simboli
Lo stemma e il gonfalone sono stati riconosciuti con DCG del 30 dicembre 1928.
Stemma
Gonfalone
Il gonfalone approvato è un drappo a forma di bandiera, troncato di azzurro e di rosso, mentre quello adottato dall'amministrazione comunale è composto due bande verticali di colore rosso e azzurro, di cui la banda rossa a destra è più corta, con riprodotto al centro lo stemma e la scritta: "Comune di Tione di Trento" su tre righe.

gonfalone come approvato; anche usato come bandiera
gonfalone come usato

## Monumenti e luoghi d'interesse

### Architetture religiose
- Chiesa di Santa Maria Assunta e San Giovanni Battista
- Chiesa di San Brizio, nella frazione di Saone
- Chiesa di San Vigilio in località Vat
- Chiesa della Decollazione di San Giovanni Battista lungo la strada tra Saone e Ponte Arche

## Società

### Evoluzione demografica
Abitanti censiti

### Istituzioni, enti e associazioni
A Tione di Trento è presente l'ospedale “3 Novembre”, gestito dalla azienda provinciale per i servizi sanitari di Trento. L'ospedale è strutturato in diverse Unità Operative o Servizi: Anestesia e Rianimazione, Centro Dialisi, Chirurgia Generale, Medicina Generale, Ortopedia e Traumatologia, Patologia Clinica, e Radiologia Diagnostica. Il presidio ospedaliero, che accoglie i pazienti provenienti dalla Valle del Chiese, dalla Val Rendena e dalle Giudicarie Esteriori, è anche sede di pronto soccorso.

## Geografia antropica
All'interno del comune di Tione vi sono alcuni rioni storici, tra cui Brevine. Questo rione rappresenta la parte più antica del paese, dove si trovavano la maggior parte degli esercizi del paese.
Attualmente nella piazza centrale del rione, intitolata a Guido Boni presso la vecchia pretura del paese ci sono due lastre commemorative di vicende storiche locali, in più sulla facciata principale c'è un antico orologio ancora funzionante.
Nel 1895 un incendio distrugge gran parte del rione. Nel 2004 vengono abbattute le vecchie prigioni di Via Condino e viene costruito un parcheggio.

## Economia

### Artigianato
Nel settore dell'artigianato Tione è rinomata per la produzione di candele e candelotti.

## Amministrazione
Elenco in ordine cronologico degli amministratori comunali.
| Periodo | Periodo   | Primo cittadino       | Partito              | Carica                    | Note   |
| ------- | --------- | --------------------- | -------------------- | ------------------------- | ------ |
| 1985    | 1993      | Gian Antonio Antolini | Democrazia Cristiana | Sindaco                   |        |
| 1993    | 1993      | Mario Danieli         |                      | Commissario straordinario |        |
| 1993    | 1999      | Margherita Cogo       | Lista civica         | Sindaco                   |        |
| 1999    | 2010      | Vincenzo Zubani       | Lista civica         | Sindaco                   |        |
| 2010    | 2019      | Mattia Gottardi       | Lista civica         | Sindaco                   | [ 17 ] |
| 2019    | in carica | Eugenio Antolini      | Lista civica         | Sindaco                   | [ 18 ] |